# Salix pontederana
Salix pontederana är en videväxtart som beskrevs av Carl Ludwig von Willdenow. Salix pontederana ingår i släktet viden, och familjen videväxter. Inga underarter finns listade i Catalogue of Life.